# Bossiella chiloensis
Bossiella chiloensis (Decaisne) H.W. Johansen, 1971  é o nome botânico  de uma espécie de algas vermelhas pluricelulares do gênero Bossiella, subfamília Corallinoideae.

## Sinonímia
- Amphiroa chiloensis Decaisne, 1842
- Amphiroa californica Decaisne, 1842
- Amphiroa darwinii Harvey, 1849
- Arthrocardia darwinii (Harvey) Weber-van Bosse, 1904
- Cheilosporum chiloense (Decaisne) De Toni, 1905
- Cheilosporum darwinii (Harvey) De Toni, 1905
- Bossea corymbifera Manza, 1937
- Bossea interrupta Manza, 1937
- Bossea ligulata E.Y. Dawson, 1953
- Bossea sagittata E.Y. Dawson & P.C. Silva, 1953
- Bossea insularis E.Y. Dawson & P.C. Silva, 1953
- Bossiella corymbifera (Manza) P.C. Silva, 1957
- Bossiella insularis (Dawson & Silva) P.C. Silva, 1957
- Bossiella interrupta (Manza) P.C. Silva, 1957
- Bossiella ligulata (E.Y. Dawson) P.C. Silva, 1957
- Bossiella sagittata (Dawson & Silva) P.C. Silva, 1957